# NGC 6408
NGC 6408 é uma galáxia espiral barrada (SBa) localizada na direcção da constelação de Hercules. Possui uma declinação de +18° 52' 42" e uma ascensão recta de 17 horas, 38 minutos e 47,3 segundos.
A galáxia NGC 6408 foi descoberta em 2 de Junho de 1864 por Albert Marth.